# Silicula patagonica
Silicula patagonica is een tweekleppigensoort uit de familie van de Siliculidae. De wetenschappelijke naam van de soort is voor het eerst geldig gepubliceerd in 1908 door Dall.